# Symmachia probetor
Symmachia probetor är en fjärilsart som beskrevs av Stoll 1782. Symmachia probetor ingår i släktet Symmachia och familjen Riodinidae. Inga underarter finns listade i Catalogue of Life.

## Bildgalleri

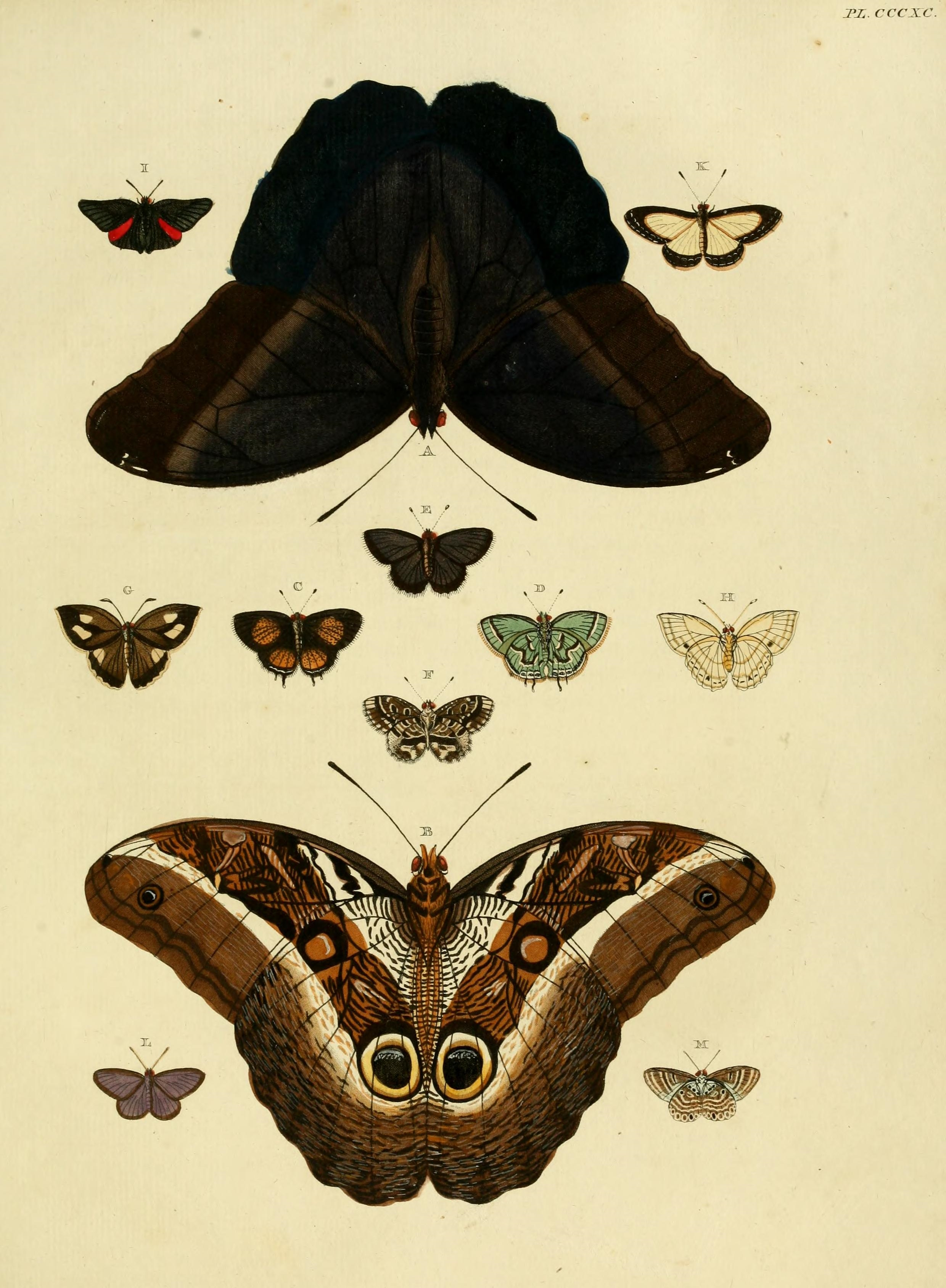